# Live at the House of Blues (álbum de Tupac Shakur)
| Críticas profissionais                                                      | Críticas profissionais |
| Avaliações da crítica                                                       | Avaliações da crítica  |
| Fonte                                                                       | Avaliação              |
| --------------------------------------------------------------------------- | ---------------------- |
| Allmusic                                                                    | [ 1 ]                  |
| Rap Reviews                                                                 | [ 2 ]                  |
| Esta tabela precisa de ser acompanhada por texto em prosa. Consulte o guia. |                        |

Tupac: Live at the House of Blues foi o último concerto gravado do rapper estadunidense Tupac Shakur. O álbum foi gravado 4 de julho de 1996, e foi lançado 3 de outubro de 2005 nove anos apos sua morte. O álbum inclui singles de sucesso como "Hit 'Em Up", "2 of Amerikaz Most Wanted" e "So Many Tears". Desde o seu lançamento que já vendeu mais de um milhão de cópias e foi certificado Platina no Estados Unidos. No disco estão incluidas participações de artistas de rap como Snoop Dogg, Tha Dogg Pound, Nate Dogg e Outlawz. A edição em DVD também foi disponibilizada, contendo todo o concerto e extras incluindo cinco vídeos das músicas "California Love", "To Live & Die in LA", "Hit 'Em Up", "How Do You Want It" e "I Ain't Mad at Cha".

## Faixas
1. "Ambitionz  az a Ridah"
2. "So Many Tears"
3. "Troublesome"
4. "Hit 'Em Up"
5. "Tattoo Tears"
6. "All bout U"
7. "Never Call U Bitch Again"
8. "Freek'n You"
9. "How Do U Want It"
10. "What Would U Do"
11. "Murder Was the Case"
12. "Tha Shiznit"
13. "If We All Gone Fuck"
14. "Some Bomb Azz (Pussy)"
15. "Ain't No Fun (If the Homies Can't Have None)"
16. "New York"
17. "Big Pimpin'"
18. "Do What I Feel"
19. "G'z and Hustlas"
20. "Who am I (What's My Name)"
21. "Me in Your World"
22. "For My Niggaz and Bitches"
23. "Doggfather"
24. "Gin and Juice"
25. "2 of Amerikaz Most Wanted"

### Faixas bônus para o vídeo
Videoclipes
1. "California Love" (Remix)
2. "To Live & Die in L.A."
3. "Hit 'Em Up"
4. "How Do U Want It" (Versão do concerto)
5. "I Ain't Mad at Cha"

## Desempenho nas paradas
| Paradas (2005)                                | Melhor posição |
| --------------------------------------------- | -------------- |
| Estados Unidos (Billboard 200)                | 159            |
| Estados Unidos (Top R&B/Hip Hop Albums)       | 48             |
| Estados Unidos (Billboard Independent Albums) | 11             |
| França (SNEP)                                 | 179            |